# Ettore Pedotti
Ettore Pedotti (Laveno, 8 marzo 1842 – Roma, 6 gennaio 1919) è stato un politico e generale italiano.
Fu senatore del Regno e ministro della guerra del Regno d'Italia nei governi Giolitti II, Fortis I e Tittoni. Dal 1892 al 1896 fu comandante della Scuola di guerra di Torino.

## Biografia
Pedotti nacque a Laveno Mombello sul Lago Maggiore nel 1842, e nel marzo del 1859, ancora adolescente, abbandonò la scuola per rispondere all'appello di riscatto nazionale di Giuseppe Garibaldi contro la dominazione austriaca, affrettandosi ad arruolarsi come volontario nel primo reggimento del corpo Cacciatori delle Alpi, comandato da Enrico Cosenz.
Grazie al suo comportamento fiero e risoluto venne rapidamente promosso caporale e pochi giorni dopo sergente. In questo grado, il 16 giugno, nella battaglia di Treponti, alla testa del suo plotone, si distinse così tanto per l'audacia e la fermezza nel resistere al nemico superiore, che fu decorato con la medaglia al valore militare e lo scaglione d'argento di furiere maggiore.
La pace di Villafranca pose fine inaspettatamente alle speranze di una liberazione immediata del Trentino e del Veneto e il corpo dei volontari venne sciolto. 
Quando Pedotti seppe dell'insurrezione in Sicilia e della leggendaria spedizione dei Mille, si precipitò a arruolarsi nelle file della gloria e si arruolò nel 1º Battaglione dei Bersaglieri Lombardi, sempre al comando di Cosenz, e nella battaglia di Milazzo si distinse a tal punto da essere promosso tenente sul campo.
Durante la battaglia del Volturno fu ferito non lievemente, ma continuò a combattere dando prova di tale intelligenza e valore che, nonostante avesse solo diciotto anni, fu promosso da Garibaldi capitano sul campo e decorato con la Croce di Cavaliere dell'Ordine Militare di Savoia.
Nominato capitano (Esercito dell'Italia Meridionale) (1º ottobre 1860), poi (Corpo Volontari Italiani) (21 luglio 1861), poi (Esercito Italiano) (16 aprile 1862), divenne dapprima maggiore (9 novembre 1872).
Nel 1873 fu trasferito dal Corpo di Fanteria allo Stato Maggiore e, dopo l'istituzione della Scuola di Guerra, gli fu affidata la conduzione di un corso, e successivamente Comandante della Scuola (1892-1896).
tenente colonnello (15 luglio 1877), colonnello (14 luglio 1881), maggiore generale (14 aprile 1889), infine tenente generale (3 febbraio 1895 – 5 agosto 1917, data del pensionamento).
Nominato ministro della Guerra e senatore nel novembre 1903, presiedette la Commissione delle Finanze, carica che lo colse al momento della morte, all'alba del 6 gennaio 1919.